# لنسنغ آسيوي
اللنسنغ الآسيوي (الاسم العلمي:Prionodon) هو جنس من الثدييات يتبع الفصيلة الزبادية من رتبة اللواحم.

## أنواع اللنسنغ الآسيوي
- لنسنغ مخطط (الاسم العلمي:Prionodon linsang)
- لنسنغ منقط (الاسم العلمي:Prionodon pardicolor)